# Nina Erak-Svrtan
Nina Erak-Svrtan (Zagreb, 12. veljače 1956. – 9. kolovoza 2025.) bila je hrvatska kazališna, televizijska i filmska glumica.

## Filmografija

### Televizijske uloge
- "Kiklop" kao Danica (1983.)
- "Putovanje u Vučjak" kao Jozefina (1986.)
- "Mali raj" kao Melanija (1987.)
- "Zagrljaj" (1988.)
- "Pozitivna nula" kao Josipa (1990.)
- "Dirigenti i mužikaši" kao Mica Barulek (1991.)
- "Smogovci" kao članica komisije za ljudska prava (1991.)
- "Mlakarova ljubav" (1993.)
- "Duga mračna noć" kao Verina majka (2005.)
- "Stipe u gostima" kao prodavačica/Divna/Višnja/Zorica (2008. – 2013.)
- "Zakon!" kao Božena (2009.)
- "Crno-bijeli svijet" kao tajnica Večernjaka (2016.)
- "Počivali u miru" kao Janka Katunarić (2018.)
- "Na granici" kao Zorka Skorupović (2018. – 2019.)
- "I godina nova 2019." kao Zorka Skorupović (2018.)
- "Ko te šiša" kao prodavačica Ruža (2020.)

### Filmske uloge
- "Špijunska veza" (1980.)
- "Obustava u strojnoj" (1980.)
- "Kiklop" kao Danica (1982.)
- "Treći ključ" kao brbljava susjeda (1983.)
- "Zadarski memento" kao talijanska carinica (1984.)
- "Šamar društvenom ukusu" (1984.)
- "Dobra večer" (1984.)
- "Ambasador" kao Gordana (1984.)
- "Ljubavna pisma s predumišljajem" kao fizioterapeutkinja (1985.)
- "Za sreću je potrebno troje" kao šefica smjene u tvornici cipela (1985.)
- "Bunda" kao žena iz lifta (1987.)
- "Gospoda i drugovi" kao Anđela Drndak (1987.)
- "Djed i baka se rastaju" kao Ruža (1996.)
- "Potonulo groblje" kao Ana Fuchs (2002.)
- "Čovjek ispod stola" kao gradonačelnica (2009.)
- "Kotlovina" kao liječnica (2011.)
- "Zagorski specijalitet" kao Đurđa (2012.)
- "Kauboji" kao Javorova mama (2013.)
- "Ko te šiša" kao gospođa (2016.) (pilot film)
- "U čemu je kvaka?" kao glavna kumica (2016.)
- "Tanja" (kratki film) kao stanarka (2016.)
- "Duboki rezovi" (2018.)
- "Sam samcat" kao punica (2018.)
- "Predmeti koji tonu" (kratki film) (2018.)
- "Vuk ovca kupus" (kratki film) kao susjeda (2019.)

### Sinkronizacija
- "Petar Zecimir" kao Tika-Pika i Petrova majka (2018.)
- "Korgi: Kraljevski pas velikog srca" kao kraljica Elizabeta II. (2019.)
- "100% vuk" kao gospođa Mutton (2021.)

## Vanjske poveznice
- Nina Erak-Svrtan u internetskoj bazi filmova IMDb-u (engl.)
- Stranica na Kazalište Kerempuh  Arhivirana inačica izvorne stranice od 14. veljače 2019. (Wayback Machine)